# XSLT
XSLT, Extensible Stylesheet Language Transformations er et XML-baseret sprog til transformering af XML-dokumenter og en del af W3C-standarden XSL.
XSLT-1.0 blev en W3C web standard den 16. november 1999. XSLT-2.0 den 23. januar 2007.